# Джерело права
Джерело права — це спосіб зовнішнього вираження і закріплення правових норм, чим засвідчується їх загальнообов'язковість, а також положень, що розкривають, тлумачать зміст права.
За ширшого підходу, джерело права — це сила, що створює право.

## Історія поняття
Термін «джерело права» вперше було введено у науковий обіг ще за часів Давнього Риму. Тіт Лівій у праці «Римська історія» назвав Закони ХІІ таблиць «джерелами всього публічного і приватного права», оскільки вони вважалися давньоримськими правознавцями витоками права. Таке розуміння джерела права відповідає первинному лінгвістичному значенню слова «джерело», під яким розуміється те, що дає початок чому-небудь, звідки походить що-небудь.
На доктринальному рівні джерела права починають досліджуватися правознавцями лише наприкінці ХІХ ст.
Представники різних шкіл праворозуміння по-різному визначали зміст цього поняття.
Позитивісти вважали, що джерелом права є позитивні, створені державою нормативні приписи, які захищаються її примусовою силою. Прихильники нормативістської школи права вбачали джерело права в абстрактній, неписаній основній нормі («грунднормі»), що і дає початок усьому праву. Всі правові норми виводяться з «грунднорми», при цьому кожна вища за юридичною силою норма є джерелом для нижчої, що їй підпорядкована: конституція є джерелом законів, закони — джерелом судових рішень та інших індивідуальних актів.
Прихильники соціологічного напрямку в правознавстві вважали джерелами права соціальну і юридичну практику.
В юриспруденції склалися такі підходи до розуміння терміна «джерела права»:
- джерела виникнення права як соціального явища, сила, що творить право (правоутворююча сила);
- пам'ятки історії, літератури, судові справи та звичаї, що існували історично та мали значення для чинного на той час права;
- певний вид діяльності державної влади з утворення норм права;
- матеріали, взяті за основу того чи іншого законодавства;
- способи зовнішнього виразу, існування та перетворення права.

Поняття «джерела права» нерідко використовується в літературі у розумінні «джерела пізнання права». Цим поняттям охоплюється все те, що містить відомості, які дають можливість пізнати зміст та особливості права різних країн у різні історичні періоди. В цьому значенні джерелами права виступають тексти законів, записи звичаїв, судові справи, промови видатних юристів, літописи та історичні хроніки, археологічні пам' ятки тощо. Таке розуміння джерел права є не менш виправданим, оскільки відповідає другому лінгвістичному розумінню слова «джерело» як письмової пам'ятки, документа, що стає основою наукових досліджень.

## Види джерел права
Джерелами права в юридичному розумінні в різних правових системах визнаються:
- Нормативно-правовий акт — офіційний письмовий документ, прийнятий уповноваженим на це суб'єктом нормотворення у визначеній законодавством формі та за встановленою законодавством процедурою, спрямований на регулювання суспільних відносин, що містить норми права, має неперсоніфікований характер і розрахований на неодноразове застосування.
- Правовий прецедент — джерело права, що являє собою письмове або усне рішення судового або адміністративного органу, якому надається державою формальна обов'язковість, і воно стає нормою, еталоном, зразком при розгляді всіх подібних справ у майбутньому. Близьким, проте до певної міри відмінним, джерелом може розглядатися Судова практика[2].
- Правовий (санкціонований) звичай — санкціоноване державою правило поведінки, що склалося історично, у результаті багаторазового повторення людьми певних дій. Санкціонування здійснюється шляхом відсилання до звичаю, а не до текстуального закріплення його в нормативно-правовому акті.
- Нормативно-правовий договір (у тому числі Міжнародний договір) — це двостороння або багатостороння угода, яка містить норми права. Договори з нормативним змістом на відміну від більшості індивідуально-правових договорів (наприклад, договору купівлі-продажу, трудового контракту, шлюбного контракту) завжди містять загальні правила поведінки і не мають персоніфікованого, разового характеру.
- Релігійні тексти (Талмуд, Коран, Сунна) — документи, які містять церковний канон або іншу релігійну норму, що переплетена з нормами моралі і права, санкціонована державою для надання їй загальнообов'язкового значення і забезпечена нею.
- Правова доктрина — це витоки формування права, його джерела, опубліковані праці юристів, які дістали загального визнання.
- Принципи права — це основні ідеї, вихідні положення, які закріплені в законі, мають загальну значущість, вищу імперативність (веління) і відображають суттєві положення права.

Цей перелік не є вичерпним, особливо з історичної точки зору.